# Fabiola de Mora y Aragón

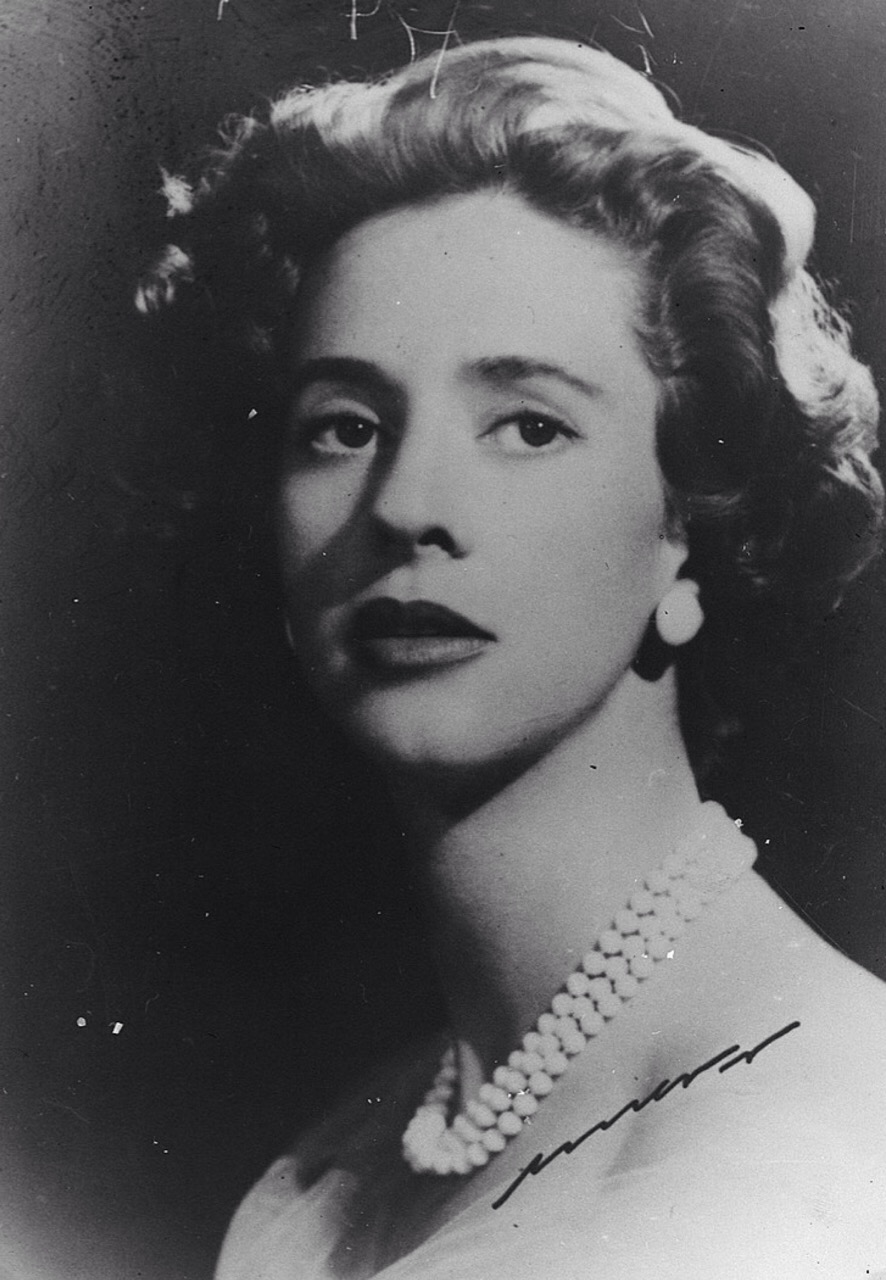
Königin Fabiola (1960)

Doña Fabiola Fernanda María de las Victorias Antonia Adelaida de Mora y Aragón (* 11. Juni 1928 in Madrid, Spanien; † 5. Dezember 2014 in Brüssel, Belgien) war von 1960 bis 1993 Königin der Belgier. Sie trug als Witwe des belgischen Königs Baudouin seit 1993 den Titel Königin von Belgien und war die Tante des amtierenden Königs der Belgier, Philippe, und des amtierenden Großherzogs von Luxemburg, Henri.

## Leben

### Frühe Lebensjahre

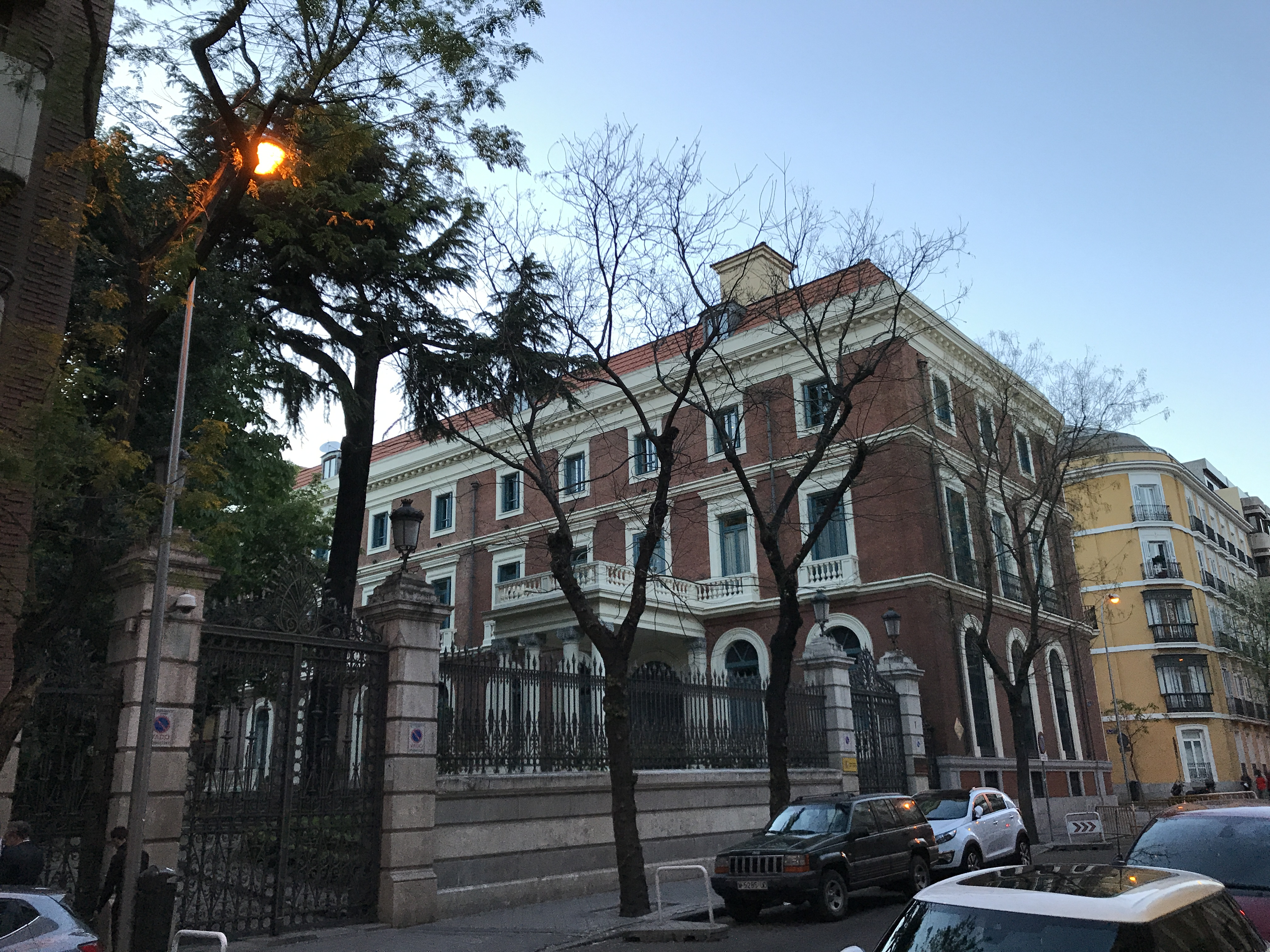
[Palacio de Zurbano], wo Königin Fabiola geboren wurde

Fabiola wurde als Tochter von Don Gonzalo de Mora y Fernández Riera del Olmo (1887–1957), des zweiten Grafen von Mora, und seiner Frau Doña Blanca de Aragón y Carrillo de Albornoz y Barroeta-Aldamar y Elio (1892–1981), im Palacio de Zurbano geboren, Hauptresidenz des Marques de Casa Riera. Die Eltern hatten 1916 geheiratet. Mit vollem Namen hieß sie Doña Fabiola Fernanda María de las Victorias Antonia Adelaida de Mora y Aragón. Ihre Taufpaten waren Königin Victoria Eugénie von Spanien und ihr Onkel Fernando de Aragon, achter Marques de Casa Torres. Sie war das sechste von sieben Kindern des Ehepaares und deren dritte Tochter. Einer ihrer Brüder war Jaime de Mora y Aragon. Fabiola wuchs im 1921 gekauften Palast des Grafen Mora auf, der sich nicht weit vom historischen Zentrum von Madrid befindet.
1931, mit der Ausrufung der Zweiten Spanischen Republik, ging die Familie auf Beschluss des Vaters, eines persönlichen Freundes von König Alfons XIII, aus politischen Gründen ins Exil. Sie lebten bis zum Ende des Bürgerkriegs in Frankreich, Italien und der Schweiz. Nach ihrer Rückkehr nach Spanien ließ die Familie Mora ihren Palast in Madrid restaurieren, der während des Bürgerkrieges von Dolores Ibarrui, bekannt als La Pasionaria, genutzt worden war.
Fabiola besuchte Schulen der Schwestern von der Aufnahme Mariens in den Himmel (lat.: Sorores ab Assumptione in Coelum Beatae Mariae Virginis) in Rom, Paris und Lausanne sowie das Deutsche Lyzeum in Madrid. Nach dem Abschluss ihrer Schulbildung machte Fabiola von 1957 bis 1958 eine Ausbildung zur technischen Krankenschwester im Militärischen Gesundheitsdienst in Madrid mit Praktika in San Sebastián und in einem Militärkrankenhaus. In dieser Zeit lebte sie mit ihrer Mutter zusammen. 1955 veröffentlichte sie anonym ein Album mit zwölf Märchengeschichten (Los doce cuentos maravillosos). Dem Motiv eines dieser Märchen (The Indian Water Lilies) wurde 1966 ein Pavillon im Freizeitpark Efteling gewidmet.
Fabiolas Muttersprache war Spanisch, die Sprachen Französisch, Niederländisch, Deutsch, Englisch und Italienisch beherrschte sie fließend.

### Heirat

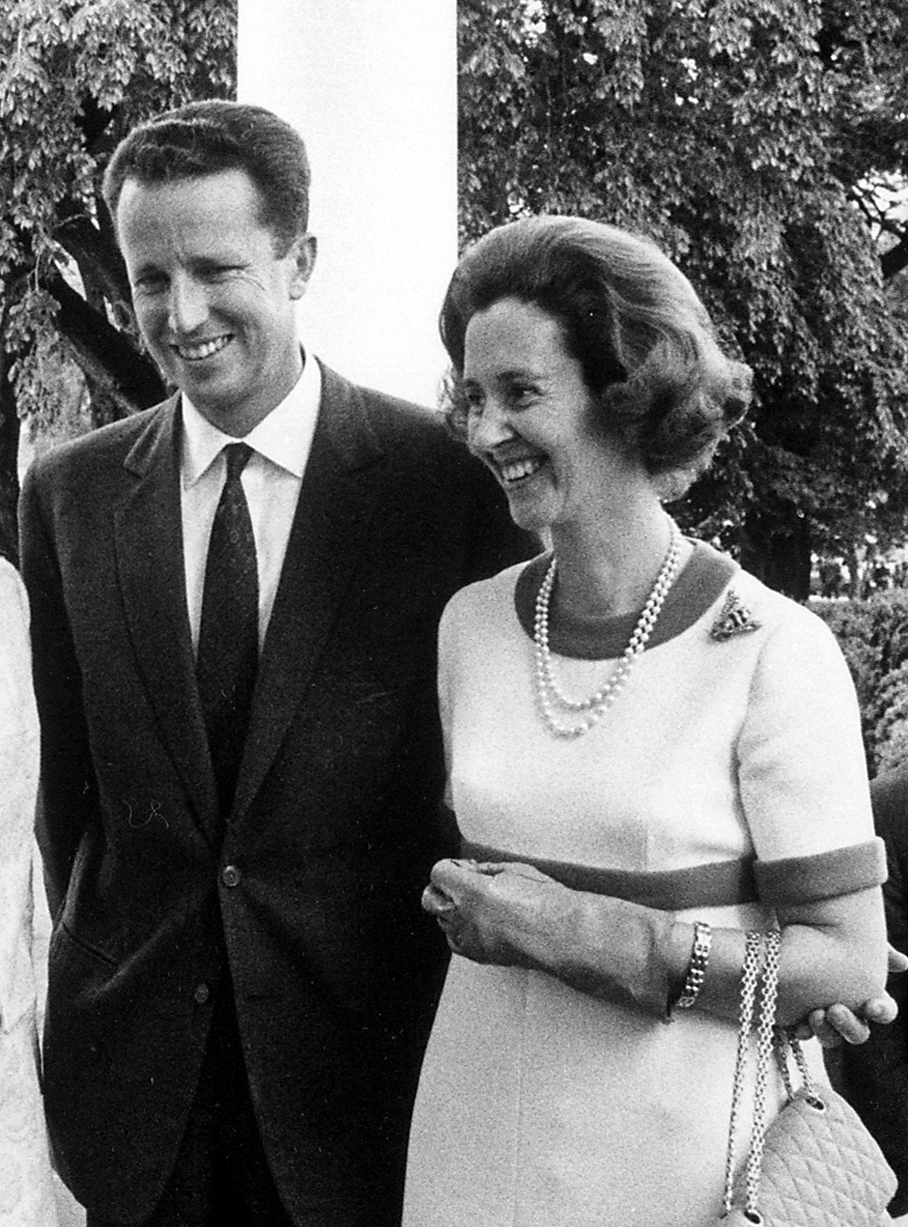
Königin Fabiola (1969) mit Ehemann König Baudouin

Am 15. Dezember 1960 heiratete Fabiola den belgischen König Baudouin in Laeken/Laken. Bei der Trauung in der Kathedrale St. Michael und St. Gudula trug sie ein Art-déco-Diadem aus dem Jahr 1926, das der belgische Staat der Mutter ihres Mannes, Astrid von Schweden, anlässlich ihrer Hochzeit mit Leopold III. geschenkt hatte. Ihr Kleid aus Satin und Hermelin wurde von dem Modeschöpfer Cristóbal Balenciaga entworfen. Fabiola war zum Zeitpunkt ihrer Verlobung Krankenschwester in einem Krankenhaus. Ein Time-Reporter bezeichnete Doña Fabiola als „Aschenputtel-Mädchen“ und beschrieb sie als „eine attraktive junge Frau, wenn auch keine rasende Schönheit“. Anlässlich ihrer Hochzeit kreierten spanische Bäcker eine Brotsorte („la fabiola“), die noch heute in Palencia hergestellt wird.
Das königliche Paar hatte keine Kinder, da die fünf Schwangerschaften der Königin 1961, 1962, 1963, 1966 und 1968 in einer Fehlgeburt endeten. Fabiola sprach 2008 offen über ihre Fehlgeburten: „Wissen Sie, ich habe selbst fünf Kinder verloren. Aus dieser Erfahrung lernt man etwas. Ich hatte bei all meinen Schwangerschaften Probleme, aber wissen Sie, am Ende finde ich das Leben schön.“ Sie und Baudouin I. bezeichneten die Fehlgeburten als Chance, alle Kinder lieben zu können. Sie war sehr an der Erziehung von Prinz Philippe und Prinzessin Astrid beteiligt.

### Belgische Königin
Nach dem Tod von Königin Elisabeth Gabriele in Bayern im November 1965 wurde Königin Fabiola Ehrenpräsidentin des Königin-Elisabeth-Musikwettbewerbs. Königin Fabiola nahm an den Ausscheidungsrunden und dem Finale jeder Sitzung teil.
In den 1990er Jahren spielte das Krankenhaus Saint-Pierre in Brüssel eine wichtige Rolle in Sachen AIDS. Königin Fabiola besuchte es 1993 und umarmte eine Patientin. Sie war eine der ersten Persönlichkeiten des öffentlichen Lebens, die dies tat.
Im September 1993 wurde sie Präsidentin der König-Baudouin-Stiftung, die 1976 anlässlich des fünfundzwanzigsten Jahrestages der Regentschaft von König Baudouin gegründet worden war. Ziel der Stiftung ist die Verbesserung der Lebensbedingungen der Bevölkerung.
Königin Fabiola gründete auch das Sozialsekretariat der Königin, um auf die zahlreichen Hilfsanfragen zu reagieren. Sie unterstützte Studienprogramme zur Vorbeugung und Behandlung von Legasthenie bei Kindern.
Sie gründete den Königin-Fabiola-Fonds für psychische Gesundheit. Ziel der Stiftung ist es, Menschen mit psychischen Problemen zu helfen. Während ihres gesamten Lebens widmete sie sich Themen wie der Prostitution junger Frauen, der menschlichen Sklaverei und Menschen mit Behinderungen. Königin Fabiola erhielt im Laufe ihres Lebens mehrere humanitäre Auszeichnungen und wurde 2001 von der Ernährungs- und Landwirtschaftsorganisation der Vereinten Nationen mit der Ceres-Medaille geehrt.
Jedes Jahr nahm Königin Fabiola am Gipfeltreffen zum wirtschaftlichen Fortschritt der Landfrauen im Palais des Nations in Genf teil. Ziel des Gipfels ist es, eine Bewegung von First Ladies ins Leben zu rufen, die sich für benachteiligte Frauen in Entwicklungsländern einsetzt.

### Königinwitwe

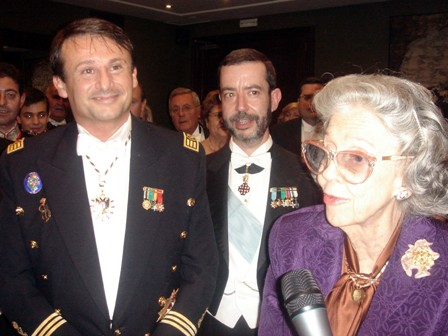
Königin Fabiola bei einem Besuch in Barcelona

Baudouin starb Ende Juli 1993 und wurde von seinem jüngeren Bruder Albert II. abgelöst. Fabiola zog aus dem königlichen Schloss Laeken in das bescheidenere Schloss Stuyvenberg und reduzierte ihre öffentlichen Auftritte, um ihre Schwägerin, Königin Paola, nicht in den Schatten zu stellen.
Königin Fabiola, die für ihren gläubigen Katholizismus und ihr soziales Engagement, insbesondere in den Bereichen geistige Gesundheit, Kinder- und Frauenfragen, bewundert wird, erhielt 2001 die Ceres-Medaille in Anerkennung ihrer Arbeit zur Förderung der Landfrauen in den Entwicklungsländern. Die Medaille wurde von der Ernährungs- und Landwirtschaftsorganisation der Vereinten Nationen (FAO) verliehen. Sie war außerdem Ehrenvorsitzende der König-Baudouin-Stiftung.
Im Juli 2009 veröffentlichte die belgische Presse Nachrichten über anonyme Morddrohungen, die sie erhalten hatte und in denen es hieß, sie würde mit einer Armbrust erschossen werden. Sie reagierte auf die Drohungen während der Feierlichkeiten zum belgischen Nationalfeiertag, indem sie in Anlehnung an die Wilhelm-Tell-Legende mit einem Apfel winkte. Im Januar 2010 erhielt sie erneut Drohungen von einer Person, die angeblich eine ähnliche Unterschrift trug wie der Verfasser der Drohungen vom Juli 2009.
Im Januar 2013 kritisierte der sozialistische Ministerpräsident Elio Di Rupo Königin Fabiola für ihre Pläne, eine private Stiftung (Fons Pereos) zu gründen, was in der Öffentlichkeit weithin als Erbschaftssteuerhinterziehung angesehen wurde (obwohl es sich, da Di Rupo zugab, dass die Konstruktion legal war, eher um einen Fall von Steuervermeidung handelte). Königin Fabiola wies die Vorwürfe in einer seltenen öffentlichen Erklärung zurück: „Ich habe nie die Absicht gehabt, Gelder, die ich aus der öffentlichen Hand erhalten habe, bei meiner Stiftung zu deponieren. Alle Gelder, die ich von der Zivilliste erhalte, fließen in die Ausgaben für meinen Haushalt. Der Löwenanteil geht für Gehälter drauf.“

### Krankheit und Tod
Königin Fabiola wurde ab dem 16. Januar 2009 für 15 Tage mit einer Lungenentzündung ins Krankenhaus eingeliefert, wobei ihr Zustand als „ernst“ beschrieben wurde. Sie erholte sich anschließend und begann im darauffolgenden Mai, an öffentlichen Veranstaltungen teilzunehmen. Königin Fabiola befand sich seit Jahren in einem schlechten Gesundheitszustand, litt an Osteoporose und hatte sich von einer Lungenentzündung, die sie 2009 erlitten hatte, nie ganz erholt. Am Abend des 5. Dezember 2014 gab der Königliche Palast bekannt, dass Königin Fabiola im Schloss Stuyvenberg gestorben war.
Sie wurde neben ihrem Gemahl in der königlichen Gruft in Laeken/Laken beigesetzt. Die föderale Regierung verhängte eine Staatstrauer von Samstag, dem 6. Dezember, bis Freitag, dem 12. Dezember, dem Tag, an dem die Beerdigung von Königin Fabiola in der Kathedrale St. Michael und St. Gudula in Brüssel stattfand.
Die königliche Familie, die Mitglieder der Regierung und der Lord Speaker empfingen den Sarg am 10. Dezember im Königlichen Palast, wo er im großen Vorzimmer aufgestellt wurde, wo er mit Blumen geschmückt war und von einer Ehrengarde aus Generälen und Mitgliedern des königlichen Militärs begleitet wurde. Godfried Kardinal Danneels, emeritierter Erzbischof von Mechelen-Brüssel, zelebrierte das Requiem. Mitglieder mehrerer königlicher Familien aus der ganzen Welt, darunter der Großherzog von Luxemburg, die Kaiserin von Japan, die Königin von Dänemark, der König und die Königin von Schweden, der König von Norwegen in Begleitung seiner Schwester Prinzessin Astrid, der ehemalige König Juan Carlos und die Königin Sofia von Spanien, die ehemalige Königin Beatrix der Niederlande, der Fürst von Liechtenstein, die ehemalige Kaiserin Farah von Iran und Prinzessin Maha Chakri Sirindhorn von Thailand, nahmen an der Beerdigung teil.

## Ehrungen
Der Forscher Guido Derom benannte ihr zu Ehren 1961 die Königin-Fabiola-Berge, eine neu entdeckte Gebirgskette in der Antarktis. Auch mehrere Zierpflanzenarten sind nach ihr benannt.